# Copa Chile de Básquetbol 2013
La Copa Chile 2013 fue la tercera edición de la copa chilena entre clubes campeones. Fue disputada nuevamente con el formato de 2 equipos enfrentándose a partido único, siendo partícipes de esta el campeón de la Libcentro y el de la Libsur y se jugó el 25 de septiembre de 2013.
Una vez más los equipos que la disputaron fueron los cuadros de Boston College y AB Ancud, siendo ambos bi-campeones en sus respectivas ligas. Boston College nuevamente fue campeón al vencer por 67-58 a Los Chilotes.

## Equipos participantes
| Equipo         | Entrenador       | Ciudad | Estadio                  | Capacidad | Vía de clasificación   |
| -------------- | ---------------- | ------ | ------------------------ | --------- | ---------------------- |
| AB Ancud       | Kurt Kruger      | Ancud  | Gimnasio Fiscal de Ancud | 3.500     | Campeón Libsur 2013    |
| Boston College | Patricio Miranda | Maipú  | Gimnasio Boston College  | 3.000     | Campeón Libcentro 2013 |

## Resultado
| 25 de septiembre | AB Ancud                              | 58–67                                 | Boston College                        |                                                                                          |  |
| 20:00            | Parciales: 11-24, 13-15, 17-15, 17-13 | Parciales: 11-24, 13-15, 17-15, 17-13 | Parciales: 11-24, 13-15, 17-15, 17-13 |                                                                                          |  |
|                  | Estadísticas Marquis Johnson, 18      | Pts                                   | Estadísticas Jorge Valencia, 15       | Pabellón: Gimnasio Fiscal de Ancud, Ancud Asistencia: 3.500 espectadores Televisión: CDO |  |

## Campeón
| Chile                     |
| Boston College 2.º título |

## Goleadores
| Jugador         | Equipo         | Puntos |
| --------------- | -------------- | ------ |
| Marquis Johnson | AB Ancud       | 18     |
| Jorge Valencia  | Boston College | 15     |
| Pedro Sandoval  | AB Ancud       | 13     |
| Erik Carrasco   | Boston College | 12     |
| Ricardo Órdenes | AB Ancud       | 10     |